# Landkreis Offenbach
För staden, se Offenbach am Main.
Landkreis Offenbach är ett distrikt (Landkreis) i sydöstra delen av det tyska förbundslandet Hessen.
1. ↑  GeoNames, 2005, Geonames-ID: 3220978, läs online och läs online.[källa från Wikidata]
2. ↑  läs online, www.destatis.de .[källa från Wikidata]
3. ↑  hämtat från: tyskspråkiga Wikipedia.[källa från Wikidata]